# Szenegál a 2013-as úszó-világbajnokságon
Szenegál három úszóval vett részt a 2013-as úszó-világbajnokságon, akik hat versenyszámban indultak.

## Úszás
Férfi
| Versenyző    | Verseny                | Selejtező | Selejtező | Elődöntő          | Elődöntő          | Döntő             | Döntő             |
| Versenyző    | Verseny                | Idő       | Helyezés  | Idő               | Helyezés          | Idő               | Helyezés          |
| ------------ | ---------------------- | --------- | --------- | ----------------- | ----------------- | ----------------- | ----------------- |
| Malick Fall  | 50 méteres mellúszás   | 28.15     | 36        | Nem jutott tovább | Nem jutott tovább | Nem jutott tovább | Nem jutott tovább |
| Malick Fall  | 100 méteres mellúszás  | 1:03.38   | 48        | Nem jutott tovább | Nem jutott tovább | Nem jutott tovább | Nem jutott tovább |
| Abdoul Niane | 100 méteres gyorsúszás | 53.46     | 61        | Nem jutott tovább | Nem jutott tovább | Nem jutott tovább | Nem jutott tovább |
| Abdoul Niane | 200 méteres gyorsúszás | 2:02.01   | 62        | Nem jutott tovább | Nem jutott tovább | Nem jutott tovább | Nem jutott tovább |

Női
| Versenyző         | Verseny               | Selejtező | Selejtező | Elődöntő          | Elődöntő          | Döntő             | Döntő             |
| Versenyző         | Verseny               | Idő       | Helyezés  | Idő               | Helyezés          | Idő               | Helyezés          |
| ----------------- | --------------------- | --------- | --------- | ----------------- | ----------------- | ----------------- | ----------------- |
| Khadidiatou Dieng | 50 méteres gyorsúszás | 29.89     | 68        | Nem jutott tovább | Nem jutott tovább | Nem jutott tovább | Nem jutott tovább |
| Khadidiatou Dieng | 50 méteres hátúszás   | 34.90     | 51        | Nem jutott tovább | Nem jutott tovább | Nem jutott tovább | Nem jutott tovább |